# Blénod-lès-Toul
 Blénod-lès-Toul  là một xã của tỉnh Meurthe-et-Moselle, thuộc vùng Grand Est, đông bắc nước Pháp. Xã này nằm ở khu vực có độ cao trung bình 285 mét trên mực nước biển.